# Виборзсько-Кексгольмська операція
Виборзсько-Кексгольмська операція (рос. Выборгско-Кексгольмская оборонительная операция), також Битва за Карельський перешийок — оборонна операція радянських військ Північного фронту (генерал-лейтенант Попов М. М.) проти фінських військ літом 1941 року.

## Історія
22 червня 1941 року радянська авіація завдала бомбових ударів по фінських містах та військових об'єктах, розпочавши агресію проти незалежної держави, без оголошення війни.
Фінська армія, на відміну від ситуації 1939 року була в більш підготовленому стані. Для відбиття агресії СРСР та повернення окупованих у ході Зимової війни території були розгорнути значні сили. Для ведення операції на Карельському перешийку фінське командування створило Південно-Західну армію, до складу якої увійшли II і IV армійські корпуси. 29 червня 1941 року фінськими військами був зайнятий Енсо, який 30 червня 1941 року був відбитий назад силами 23-ї радянської армії. Власне в смузі армії до 1 липня 1941 року бойових дій майже не велося, виключаючи дії авіації і локальні операції в прикордонній смузі.
1 липня 1941 року фінські війська почали наступ, завдаючи в напрямку на Елісенваара удар у стик 23-ій і 7-ій армій. Оборона на кордоні була прорвана, проте вже 3 липня 1941 року ударом військ 142-ї стрілецької дивізії і 10-го механізованого корпусу (198-ма моторизована дивізія) положення сторін було відновлено.
31 липня 1941 року почалися широкомасштабні бойові дії в смузі 23-ї армії. В цей день в наступ перейшли війська II армійського корпусу зі своєї позицій на кордоні між річкою Вуоксе і Пяозеро. Його головним завданням було взяти залізничний вузол Хійтола і перерізати комунікації до Сортавала. Під удар потрапили радянські 142-га стрілецька дивізія і 198-ма моторизована дивізія, які відступали в напрямку Лахденпохья. 5 серпня 1941 року вони здійснили спробу контрудару на захід від Лахденпохья, однак безуспішну і відкотилися назад. 6 серпня 1941 року після відбиття удару фінські війська відновили наступ. У бій з фінської сторони була введена свіжа 10-та піхотна дивізія, яка 9 серпня 1941 року прорвалася до узбережжя Ладоги, опанувавши Лахденпохья, а 11 серпня 1941 року головними силами II армійського корпусу була взята Хійтола і правий фланг II армійського корпусу вийшов на узбережжі між Хійтола і Кексгольмом.
Радянське командування ввело в битву свіжу, 265-ту стрілецьку дивізію, яка здійснила спробу контрудару на Хійтола і Оярві, але до 10 серпня 1941 року контрудар вичерпав усі наявні сили та зупинився. Тим часом, фінський наступ продовжував розвиватися.
13 серпня 1941 року II фінський армійський корпус розгорнувся на південь і почав наступати в напрямку Пааккола, і 18 серпня 1941 року форсував Вуоксі в цьому районі. Своїм лівим флангом корпус наступав через Кексгольм на південь, проводячи зачищення західного берега Ладоги, де радянському командуванню було просто нічим стримувати фінські війська. Створювалася загроза повного оточення військ 23-ї армії, які займали позиції в районі Виборга. Форсування Вуоксі сприяло переходу в наступ військ IV армійського корпусу поблизу Виборга, який розпочався 21 серпня 1941 року. На той час радянське командування ухвалило рішення про планомірне відведення військ з «нової» кордону (43-тя та 123-тя стрілецькі дивізії), а також 115-ї стрілецької дивізії, яка вела з початку фінського наступу важкі бої по рубежу річки Вуоксі, стримуючи наступ II армійського корпусу. Однак, планомірний відхід не вдався: до 23 серпня 1941 року війська II армійського корпусу завдали удар з плацдарму на Вуоксі і опинилися в 13 кілометрах на схід від Виборга, 25 серпня 1941 року перерізавши Червоній армії залізницю на Ленінград. Одночасно одна фінська дивізія IV армійського корпусу переправилася через Виборзький затоку і відрізала шляхи відступу військ з Виборга. 29 серпня 1941 року радянські війська залишили Виборг, пробившись до Койвисто (43-тя стрілецька дивізія і 123-тя стрілецька дивізія, залишки 115-ї стрілецької дивізії), і потім евакуювалися Балтійським флотом до Кронштадту.
Таким чином до кінця серпня 1941 року склалася така ситуація, що між «старою» кордоном і лінією фронту, практично ніхто, крім розрізнених радянських загонів, не перешкоджав просуванню фінських військ до Ленінграда. Нову лінію оборони радянське командування створило по укріпленнях, розташованим на «старому» кордоні. 4 вересня 1941 року фінські війська підійшли до лінії укріпленого району, де 18-та піхотна дивізія, переправившись через Сестру, зайняла Білоострів, здобувши найбільший дот району «Мільйонер». 5 вересня залізнична станція Білоострів була відбита контратакою 1025-го стрілецького полку 291-ї стрілецької дивізії. 11 вересня фіни знову опанували Білоострів, проте прорватися далі вони не змогли, тому що перед їхнім фронтом був відкритий заболочений простір завдовжки від 500 до 2000 метрів, який прострілювався кулеметним вогнем дотів першої лінії Білоостровського БРО.
В цілому, не беручи до уваги поодиноких боїв по лінії укріпленого району, положення на північних підступах до Ленінграда у вересні 1941 року стабілізувалося й не змінювалося до початку стратегічного радянського наступу в 1944 році.